# Comuna Vilhivți, Teceu
Vilhivți (în ucraineană Вільхівці) este o comună în raionul Teceu, regiunea Transcarpatia, Ucraina, formată din satele Sasovo, Vilhivciîk și Vilhivți (reședința).

## Demografie
Componența lingvistică a comunei Vilhivți
     Ucraineană (98,8%)
     Rusă (1,07%)
     Alte limbi (0,14%)
Conform recensământului din 2001, majoritatea populației comunei Vilhivți era vorbitoare de ucraineană (98,8%), existând în minoritate și vorbitori de rusă (1,07%).